# Stjärnsfors
Stjärnsfors är ett gammalt brukssamhälle i Norra Råda socken i Hagfors kommun utanför Uddeholm. Här fanns förr järnbruk, såg och pappersmassefabrik men idag finns inte så mycket kvar. Några enstaka bostadshus, herrgården, stationen och några gamla industribyggnader är allt som finns kvar. Idag finns det ett bruks- och kvarnmuseum på det gamla industriområdet.

## Industrier

### Järn
Stångjärnssmidet startades 1669 och pågick fram till 1884 då tillverkningen flyttades till Munkfors. Manufaktursmidet startades samtidigt som stångjärnssmidet 1669 och pågick en liten bit in på 1900-talet. I manufaktursmedjan tillverkades bl.a. spikar, yxor, spadar och hästskor. För att slippa transportera råmaterial till smedjorna anlades 1844 en stålugn vid de båda smedjorna. Sista tillverkningen av stål sker 1888 och ugnen revs i samband med att massafabriken byggdes senare samma år.

### Trä

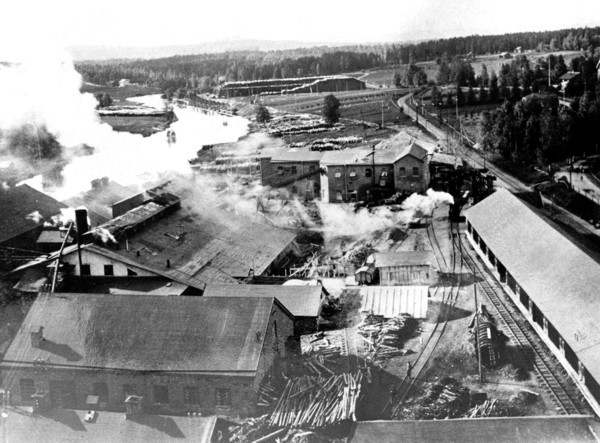
Stjärnsfors pappersmassafabrik år 1915.

Den första sågen byggdes 1675 på Uvåns östra strand vid den nedre dammen och var i bruk ända tills den brann 1848. En ny såg byggdes 1850 på samma plats som den gamla sågen och var verksam till 1879 då järnvägen stod klar och det blev billigare att transportera sågade varor från de andra sågarna i Värmland. Byggnaden revs 1888.
Pappersmassatillverkningen startades 1888 och flyttades till Skoghall 1919.

### Tegelbruket
Tegelbruket anlades troligen samtidigt som järnbruket cirka 1669. 10 000–20 000 tegelstenar producerades varje år, avtagande mot brukets slut. När järnvägen byggdes blev det billigare att frakta tegel från andra tegelbruk och sista tillverkningen skedde 1876. Bruket revs 1888 för att ge plats åt massafabriken.

## Personer med anknytning till Stjärnsfors
- Månfararen Buzz Aldrin har sina rötter i Stjärnsfors. Hans farfar Karl Johan Aldrin (1866-1932) var smed i Stjärnsfors men emigrerade till Worcester i Massachussetts 1892.[1][2]